# Hrvatski vaterpolski kup 2008./09.
Rezultati hrvatskog kupa u vaterpolu u sezoni 2008/09. Branitelj naslova je dubrovački Jug.

## Izlučna natjecanja
U izlučnim natjecanjima za Kup RH igrale su dvije skupine, u Splitu i Šibeniku.

### Skupina u Splitu
Sudionici su: splitski Mornar, zagrebački Medveščak i riječko Primorje. Poluzavršnicu je izborilo Primorje.

### Skupina u Šibeniku
Sudionici su: splitski klubovi Jadran i POŠK, domaćin Šibenik i prvi drugoligaš u povijesti Kupa, zagrebački Dinamo. Poluzavršnicu je izborio Šibenik.

## Poluzavršnica
Turnir završnice se igrao u Dubrovniku.
- (19. prosinca 2008.)

Jug - Šibenik 12:5 (2:1, 4:2, 3:1, 3:1) 

Mladost - Primorje 14:8 (2:2, 4:3, 4:3, 4:0)

## Završnica
- (21. prosinca 2008.)

Jug - Mladost 16:8 (3:2, 5:3, 4:2, 4:1)
Osvajač Hrvatskog kupa 2008/09. je dubrovački Jug, treći put uzastopce.